# Эллипсоид инерции
Эллипсо́ид ине́рции (для точки O) — геометрическая фигура в виде поверхности второго порядка, которая характеризует тензор инерции твёрдого тела относительно точки O.

## Тензор инерции и эллипсоид инерции
Основная статья: Тензор инерции
Момент инерции тела дается общей формулой:
{\displaystyle I=\int \mathbf {r} _{\bot }^{2}\,dm}
Тензор инерции для твердого тела представляется в виде симметричной матрицы
{\displaystyle {\begin{pmatrix}I_{xx}&I_{xy}&I_{xz}\\I_{yx}&I_{yy}&I_{yz}\\I_{zx}&I_{zy}&I_{zz}\end{pmatrix}}}
в которой элементы являются моментами инерции относительно различных осей:

| {\displaystyle I_{xx}=\int (y^{2}+z^{2})\,dm} {\displaystyle I_{yy}=\int (x^{2}+z^{2})\,dm} {\displaystyle I_{zz}=\int (x^{2}+y^{2})\,dm} | {\displaystyle I_{xy}=I_{yx}=-\int xy\,dm} {\displaystyle I_{xz}=I_{zx}=-\int xz\,dm} {\displaystyle I_{yz}=I_{zy}=-\int yz\,dm} |

Матрица тензора инерции может быть представлена в диагональном виде, и тогда диагональные элементы {\displaystyle I_{x}}, {\displaystyle I_{y}}, {\displaystyle I_{z}} будут главными моментами инерции тела. Уравнение эллипсоида инерции тогда запишется как:
{\displaystyle I_{x}x^{2}+I_{y}y^{2}+I_{z}z^{2}=1}
При этом координатные оси эллипсоида должны совпадать с главными осями тела.
Знание эллипсоида инерции позволяет найти момент инерции тела относительно любой оси, если только она проходит через центр эллипсоида. Для этого вдоль выбранной оси проводится радиус-вектор до пересечения с эллипсоидом инерции. Момент инерции тела относительно этой оси даётся формулой:
{\displaystyle I={\frac {1}{r^{2}}}}, где {\displaystyle r} — длина радиус-вектора.
Если момент внешних сил относительно неподвижной точки равен нулю, то говорят, что реализуется случай Эйлера движения твердого тела. Для такого случая Пуансо удалось получить наглядную геометрическую интерпретацию: эллипсоид инерции для неподвижной точки катится без скольжения по плоскости, неподвижной в пространстве; эта плоскость ортогональна вектору кинетического момента тела; угловая скорость тела пропорциональна длине радиус-вектора точки касания, а по направлению с ним совпадает.

## Примеры эллипсоидов инерции

### Прямоугольный параллелепипед
Пусть параллелепипед имеет размеры {\displaystyle a,b,c}. Главные моменты инерции:
{\displaystyle I_{x}={\frac {m}{12}}(b^{2}+c^{2}),\quad I_{y}={\frac {m}{12}}(a^{2}+c^{2}),\quad I_{z}={\frac {m}{12}}(a^{2}+b^{2})}
Примерный вид эллипсоида инерции представлен на иллюстрации.
Для расчета эллипсоида инерции тонкого стержня один из размеров считается много больше остальных, и эллипсоид вырождается в цилиндрическую поверхность.